# Verbandsgemeinde Rhens
La comunità amministrativa di Rhens (Verbandsgemeinde Rhens) era una comunità amministrativa della Renania-Palatinato, in Germania.
Faceva parte del circondario di Mayen-Coblenza.
A partire dal 1º luglio 2014 è stata unita alla comunità amministrativa di Untermosel per costituire la nuova comunità amministrativa Rhein-Mosel.

## Suddivisione
Comprendeva 4 comuni:
1. Brey
2. Rhens (città)
3. Spay
4. Waldesch

Il capoluogo era Rhens.